# GIRLS' GENERATION COMPLETE VIDEO COLLECTION
「GIRLS' GENERATION COMPLETE VIDEO COLLECTION」（ガールズ・ジェネレーション・コンプリート・ビデオ・コレクション）は、少女時代の初の映像作品集である。2012年9月26日に、NAYUTAWAVE RECORDSから、5thシングル「Oh!」と同時発売された。「Oh!」とともに、DVD及びBlu-rayにおいて1位を獲得し、グループ初となる3冠を達成した。

## 概要
少女時代が日本と韓国でリリースしたミュージックビデオをまとめてパッケージ化したもの。DVD及びBlu-rayの2形態で発売された。
韓国デビューシングル「Into the new world」から、日本での4thシングル「PAPARAZZI」まで全て収録。
完全限定盤には、メンバーがミュージックビデオについて語った約1時間に及ぶロングインタビューを収録。

## 収録曲

### DISC1
- メンバーロングインタビュー
  - 完全限定盤のみ収録。

### DISC2
≪Japanese ver.≫
1. GENIE
2. GENIE Dance ver.
3. Gee
4. Gee Dance ver.
5. Run Devil Run
6. Run Devil Run Dance ver.
7. MR.TAXI
8. MR.TAXI Dance ver.
9. BAD GIRL
10. Time Machine
11. PAPARAZZI

≪from Japan 1ST Tour Re-EDIT≫
1. MR.TAXI
2. THE GREAT ESCAPE
3. Gee

### DISC3
≪Korean ver.≫
1. Into the new world
2. 少女時代
3. Kissing you
4. Gee
5. GENIE
6. Oh!
7. Run Devil Run
8. Run Devil Run Story ver.
9. HOOT
10. HOOT Dance ver.
11. THE BOYS

≪English ver.≫
1. THE BOYS

## 特典
完全限定盤のみ
1. 特大フィルム缶ケース入り（直径約28ｃｍ）
2. 豪華ブックレット
3. メンバー写真を使用した オリジナルトランプ
4. オリジナル・スマートフォンイヤフォンジャック
5. プロジェクター付きオリジナルボールペン※投影される画像はそれぞれのメンバーがランダムで封入される。
6. オリジナルイラストポストカード10枚セット